# Девід Очиєнг
Девід Очиєнг (англ. David Ochieng, нар. 7 жовтня 1992, Найробі) — кенійський футболіст, захисник саудівського клубу «Аль-Ансар», а також національної збірної Кенії.

## Клубна кар'єра
У футболі дебютував 2011 року виступами за команду «Найробі Стіма». 
Згодом з 2012 по 2015 рік грав у складі «Таскера» та саудівського «Аль-Таавуна».
Своєю грою за останню команду привернув увагу представників тренерського штабу американського клубу «Нью-Йорк Космос», до складу якого приєднався 2016 року. Відіграв за команду з Нью-Йорка наступний сезон своєї ігрової кар'єри. Більшість часу, проведеного у складі «Нью-Йорк Космос», був основним гравцем захисту команди.
Протягом 2018—2019 років захищав кольори клубів «Броммапойкарна» зі Швеції та «АФК Леопардс».
До складу саудівського клубу «Аль-Ансар» приєднався 2019 року. 

## Виступи за збірну
11 вересня 2012 року дебютував в офіційних матчах у складі національної збірної Кенії в товариському матчі проти Малаві (1-0). Взяв участь у двох іграх відбору на Кубок африканських націй 2019, але у фінальному турнірі не грав.